# Marsupella mexicana
Marsupella mexicana là một loài rêu tản trong họ Gymnomitriaceae. Loài này được (Lindenb. & Gottsche) Stephani miêu tả khoa học lần đầu tiên năm 1901.